# Baleuko
Baleuko és una empresa basca que treballa en el camp de la producció i distribució televisiva i cinematogràfica. Fundada l'any 1993, forma part del conglomerat empresarial Cluster Audiovisual de Euskadi (Eiken). Ha produït pel·lícules d'animació, pel·lícules de ficció, documentals, programes de televisió i projectes relacionats amb la comunicació com ara: Olentzero, un cuento de Navidad (2002), Eutsi! (2007), Betizu eta urrezko zintzarria (2007), Izarren argia (2010), Xora (2012), Gernika bajo las bombas (2012), Amaren eskuak (2013) o Altsasu (2020).
L'any 1997 va produir la pel·lícula Megasónicos, considerada la primera europea en 3D, i va guanyar el premi Goya a la millor pel·lícula d'animació de 1998. L'any 2008 va aconseguir un nou èxit als XXII Premis Goya, quan la seva coproducció amb Euskal Telebista, Betizu eta urrezko zintzarria, va ser nominada al Goya a la millor pel·lícula d'animació malgrat que no va guanyar el premi. Com a integrant del clúster participa des de 2007 de la iniciativa conjunta entre Eiken i el Departament de Cultura del Govern Basc per a internacionalitzar el sector audiovisual basc promocionant la denominació «Basque Audiovisual». Un dels exemples reeixits va ser al Sunny Side of the Doc de La Roquella o, entre el 13 i el 24 de maig de 2008, al Mercat de Cinema de Canes (Marche du Film de Cannes), espai paral·lel al Festival Internacional de Cinema de Canes.